# Fidel Rueda
Carlos Fidel Rueda Araiza (Culiacán, Sinaloa, México; 23 de marzo de 1988), más conocido como su nombre artístico Fidel Rueda, es un cantante  de música regional mexicana, especializado en los estilos de Banda sinaloense, norteño sinaloense y norteño con tuba. Según dice el mismo su afán por la música nació porque su padre contaba con un acordeón en su casa.

## Primeros años
Carlos Fidel Rueda inició su carrera a una corta edad, tocando en fiestas privadas de amigos y familiares , también inició tocando en los palenques de Culiacán y Mazatlán, a una corta edad crea el grupo Los Buitres y así comienza su carrera como grupo.

## Disco debut con Los Buitres
Tras haber firmado con la compañía Discos Sol, el grupo saca su primer disco oficial Que role la bolsita., disco que contenía el éxito regional Que role la bolsita. Tras el éxito obtenido con su primer disco la agrupación lanzó su 2.º disco oficial titulado Solo para mi donde sale el primer sencillo Limonadas Verdes, finalmente en 2006 Fidel Rueda tomo diferentes cursos y se separó de Los Buitres (Nota: Los buitres siguen activos tras su separación).

## Carrera como solista
Tras su separación de Los Buitres, Fidel Rueda inició su carrera como solista firmando con Producciones Esperanza una conocida compañía de Culiacán, Sinaloa. 
Fue entonces cuando Fidel Rueda lanza su primer disco como solista titulado Paz en Este Amor , de donde salen 3 sencillos Loco Enamorado Paz en este amor y Letra L y Letra V este último fue un narcocorrido compuesto por el mismo Fidel Rueda. Con el éxito de su disco lanza un nuevo material Pero No puedo, estos discos fueron lanzados bajo Producciones Esperanza. 
En 2007 saca su tercer disco oficial Caballos y Mujeres, un disco de Narco Corridos, que contenía 2 sencillos que fueron populares en la radio mexicana y estadounidense 100% Peligrosos y La Nueva Camada.

Con el éxito de sus discos lanza su cuarto disco No puedo perdonarte que contenía 3 de sus sencillos más exitosos Y tú que harías, El z9 y La Loquera, además contaba con el remake de su canción Solo para mí.
En 2010 firmó con Disa Latín Music y Universal Records,  con esto lanza su más reciente disco Te voy a amar que contiene los sencillos Enhorabuena (compuesto por Horacio Palencia), Y aunque te duela (compuesto por Leo Mattioli), Me encantaría y Ya vives en mí (compuesto por Espinoza Paz).
Para 2011 inició su nuevo material discográfico, actualmente sin título, hay ya 2 canciones en internet Pólvora y Vaciando botellas. Fidel Rueda ha participado también en programas de televisión, su nuevo sencillo de Fidel Rueda que está patrocinando actualmente se llama Tu ya eres cosa del pasado que es la continuación de la canción Enhorabuena y al igual es composición de Horacio Palencia  Pa la Banda Night Show y Sabadazo.

## Discografía
Con Los Buitres
- 2003:  Enriqueta Malón Tiene
- 2003: Detrás del miedo
- 2004: Solo para mí

Como solista
- 2007: Paz en este amor
- 2007: Caballos y mujeres
- 2008: No puedo perdonarte
- 2008: Pero no puedo
- 2008: y tu que harías
- 2009: mis mejores exitos
- 2010: Cumpliendo un sueño
- 2010: Te voy amar
- 2012: Sinaloense hasta las cachas
- 2013: Todo gracias a ti
- 2014: Música del pueblo
- 2015: 10 años'
- 2018: Se cotiza bien
- 2019: Tengo ganas
- 2020: En vivo desde el Estudio RM
- 2020: En vivo